# Ivan Petrovič Liprandi
Ivan Petrovič Liprandi (in russo Иван Петрович Липранди?; Russia, 28 luglio 1790 – San Pietroburgo, 21 maggio 1880) è stato un generale e storico russo.

## Biografia
Liprandi nacque in Russia nel 1790. Suo padre,la qui famiglia di origini ispano-moresche era proprietaria di fabbriche tessili a Mondovì,si era trasferito in Russia come dirigente capo delle fabbriche di tessuti della Russia organizzate proprio ad inizio Ottocento dallo zar Alessandro I di Russia.
Ivan decise ancora giovane di intraprendere la carriera militare e combatté nelle Guerre napoleoniche col fratello Pavel e poi a Odessa sotto il comando di Michail Semënovič Voroncov. Amico di Puškin, nelle sue opere si prodigherà a favore dell'amico con frasi di elogio ed aneddoti d'autore.
Dopo aver lasciato il servizio militare attivo, nel 1840 divenne Ministro dell'Interno e quindi capo dell'Ufficio Governativo dal 1856. Con queste nuove cariche istituzionali Liprandi giocò un ruolo fondamentale nel cosiddetto Circolo Petraševskij. Con la complicità del ministro degli interni L. A. Perovskij, egli osservò le attività del circolo per un anno ed il 20 aprile 1849 fece i nomi di quattro persone coinvolte nelle cospirazioni dell'associazione, che vennero arrestate.
Dopo il ritiro dalla vita militare, Liprandi si dedicò anche all'attività di storiografo, ponendo particolare attenzione alle guerre che nel primo Ottocento avevano coinvolto la Russia ed a scontri da lui personalmente vissuti.
Massone, nel 1818-1819 fu membro della loggia "Giordano", nella quale occupò i posti di segretario, tesoriere e ospitaliere.

## Opere
- Breve rivista della Guerra patriottica dal 18 agosto al 2 settembre (1858)
- La Battaglia di Borodino (1861)
- La Questione Orientale e la Bulgaria (1868)
- Bulgaria (1877)
- Guardando al teatri di guerra del Danubio (1878)